# خانه خان بهادر
خانه خان بهادر مربوط به دوره متاخر اسلامی است و در یزد، خیابان سلمان، کوچه گازرگاه واقع شده و این اثر در تاریخ ۲۲ آبان ۱۳۸۶ با شمارهٔ ثبت ۱۹۸۹۸ به‌عنوان یکی از آثار ملی ایران به ثبت رسیده‌است.